# Stubton
Stubton est une paroisse civile et un village du Lincolnshire, en Angleterre.